# Manuel António Lino

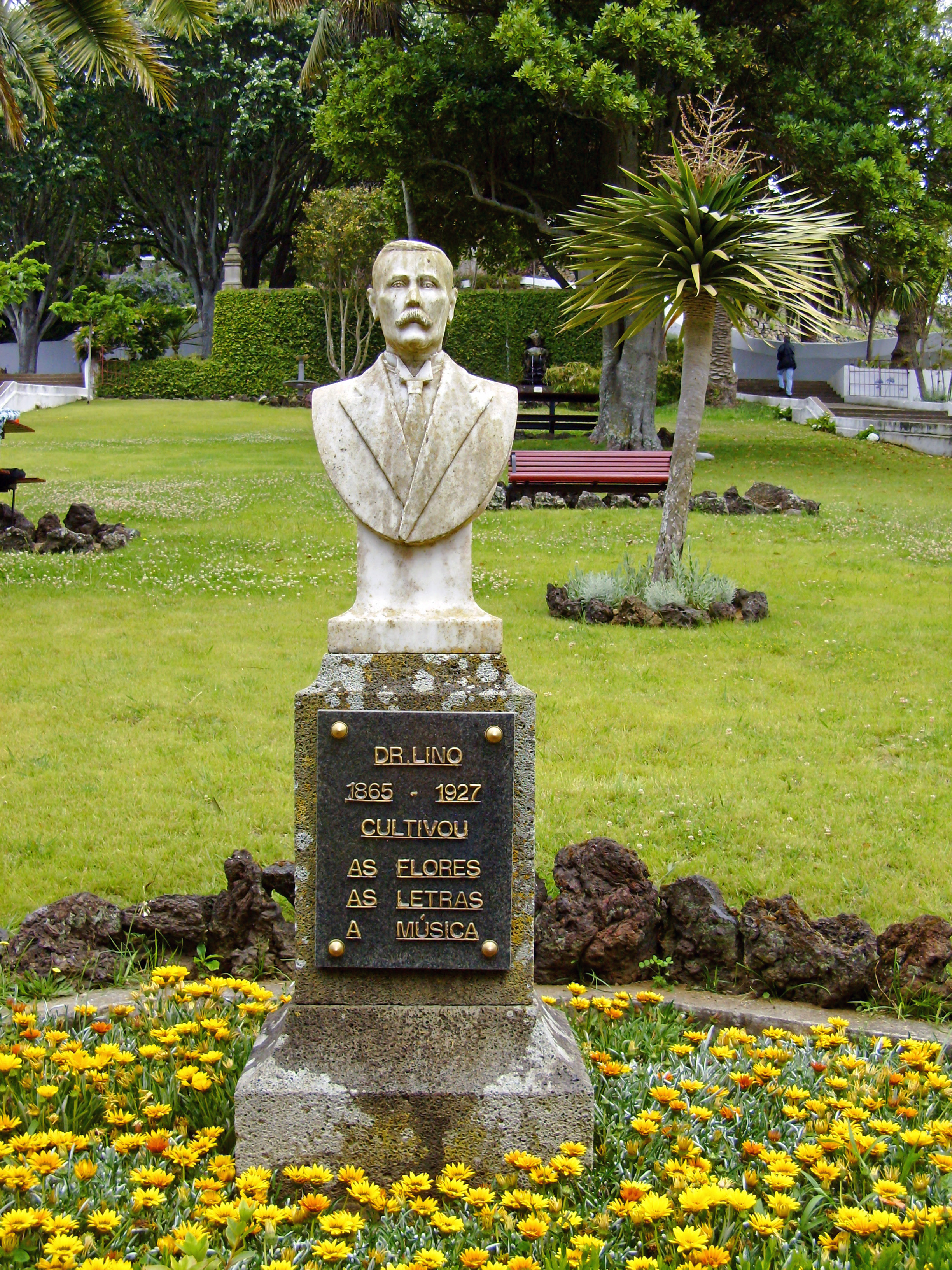
Dr. Manuel António Lino: busto no Jardim Duque da Terceira em Angra do Heroísmo.

Manuel António Lino (Angra do Heroísmo, 4 de Janeiro de 1865 — Angra do Heroísmo, 15 de Junho de 1927) foi um médico, professor liceal e político açoriano que, entre outras funções de relevo, foi governador civil do Distrito da Horta. Foi também poeta e dramaturgo de nomeada e distinguiu-se no campo da música e da jardinagem.

## Biografia
Manuel António Lino nasceu na cidade de Angra do Heroísmo no seio de famílias de origens modestas, filho de um tanoeiro. Após ter completado os estudos secundários no Liceu de Angra, em 1884 matriculou-se em Coimbra nos estudos preparatórios para frequentar o cursos de Medicina. Terminados com êxitos esses estudos, em 1885 matriculou-se na Faculdade de Medicina da Universidade de Coimbra, tendo concluído em 1892 o bacharelato em Medicina e Cirurgia. Considerado um aluno de excelência durante todo o seu curso, premiado em todos os anos da licenciatura, apesar de convidado para continuar na Universidade de Coimbra regressou nesse ano a Angra do Heroísmo, cidade onde abriu consultório.
No seu consultório exerceu clínica geral e oftalmologia, sendo em 1895 nomeado facultativo do partido municipal da Praia da Vitória, cargo que acumulava com a clínica privada. Obteve igual nomeação em 1896 para o Município de Angra do Heroísmo. Em 1899 foi escolhido pela Junta Geral do Distrito Autónomo de Angra do Heroísmo para integrar uma missão que foi estudar a montagem e funcionamento dos postos de desinfecção e as medidas de profilaxia e controlo da peste bubónica em Espanha, França e Inglaterra, tendo permanecido algum tempo na cidade do Porto, onde então grassava um surto epidémico daquela doença. A experiência obtida no Porto ser-lhe-ia muito útil no combate ao surto epidémico que em 1908 ocorreu na ilha Terceira.
Após a viagem de estudo, em 1900 foi nomeado Delegado de Saúde no Distrito de Angra do Heroísmo, funções que exerceu até 1919, ano em que foi promovido a Guarda-Mor de Saúde daquele Distrito. Foi promovido a Subinspector-Geral de Saúde em 1926, cargo que exerceu até falecer. 
Para além da sua carreira como médico, em 1918 foi nomeado professor provisório de Ciências Naturais e de Química do Liceu Nacional de Angra do Heroísmo, funções que exerceu até falecer. Como professor deixou gratas recordações, conforme testemunhado na sessão de homenagem realizada aquando da inauguração do seu busto no Jardim Duque da Terceira.
Aquela homenagem consistiu foi no descerramento, a 16 de outubro de 1949, de busto em mármore na parte superior do Jardim Duque da Terceira. O busto lembra a dedicação de Manuel António Lino ao cultivo de flores, nomeadamente dos crisântemos, das quais organizou várias exposições em Angra. Contribuiu em muito para a decoração do jardim público angrense, tendo desenvolvido técnicas de cultivo e seleccionado variedades que foram utilizadas nos canteiros sazonais.  
Na vida política, além de ter participado por diversas vezes na vereação angrense, em 1893 foi membro da Comissão de Estudo e Propaganda da Autonomia Administrativa dos Açores, sendo posteriormente um dos fundadores e dirigentes locais do Partido Regenerador Liberal, de João Franco, de cuja direcção distrital foi membro a partir de 1904, nela permanecendo até à extinção do partido em 1910, resultado de implantação de República Portuguesa. A sua militância levou a que fosse governador civil do Distrito da Horta, na ilha do Faial, de 6 de junho a 13 de setembro de 1906, nomeado pelo governo do Partido Regenerador Liberal presidido por João Franco. Em 1908 foi vice-presidente da comissão administrativa da Junta Geral do Distrito Autónomo de Angra do Heroísmo. 
A sua actividade como poeta foi notável, tendo publicado algumas obras que o situam «entre os epígonas do parnasianismo, ao mesmo tempo que a propensão à melancolia e um delicado sentimento de inutilidade da vida o aproxima da revivescência romântica do fim-de-século». Como dramaturgo escreveu comédias de costumes de temática local e traduziu outras de autores estrangeiros, entre os quais Serafín Álvarez Quintero, Louis Solonet, Pierre Veber, Adrian Vily, Jacques Normand e Marie Thierry. No campo da escrita, para além da poesia e da obra dramática, foi colaborador assíduo da imprensa, deixando vasta obra dispersa pelos periódicos a açorianos.
Foi também um reputado melómano e amador musical, tendo composto, entre outras obras, a partitura para a opereta Rosas e crisântemos, peça teatral da sua autoria.
No exercício da sua profissão como médico era conhecido pela sua filantropia, pelo que foi várias vezes agraciado por serviços prestados à comunidade, recebendo em 1906 a Medalha de Filantropia e Caridade. Foi presidente da Cozinha Económica Angrense.
Para além do busto erigido pelo Município no Jardim Duque da Terceira em 1949, logo em 1928, um ano após o seu falecimento, a Junta Geral, de que havia sido vice-presidente, resolveu atribuir o «Subsídio Dr. Lino», uma bolsa de estudo anual de 5.000$00 a um aluno que revelasse aptidões artísticas excepcionais e que prosseguisse estudos superiores.

## Obras publicadas
Entre outras obras e de muitos trabalhos dispersos pela imprensa de Angra do Heroísmo, é autor das seguintes publicações:
- Kodaks. Angra do Heroísmo, Tip. Insulana Editora, 1922;
- Edelweisse. Angra do Heroísmo, Tip. Insulana Editora, 1925.